# Лингард, Джесси
Дже́сси Э́ллис Ли́нгард (англ. Jesse Ellis Lingard; родился 15 декабря 1992 года в Уоррингтоне) — английский футболист, полузащитник клуба «Сеул».

## Клубная карьера

### Ранние годы
Воспитанник клубной академии «Манчестер Юнайтед». Выступал за «Манчестер Юнайтед» с 7-летнего возраста. В сезоне 2010/11 в составе команды он выиграл Молодёжный кубок Англии, а летом 2011 года подписал с клубом профессиональный контракт.

### «Манчестер Юнайтед»
2012/13

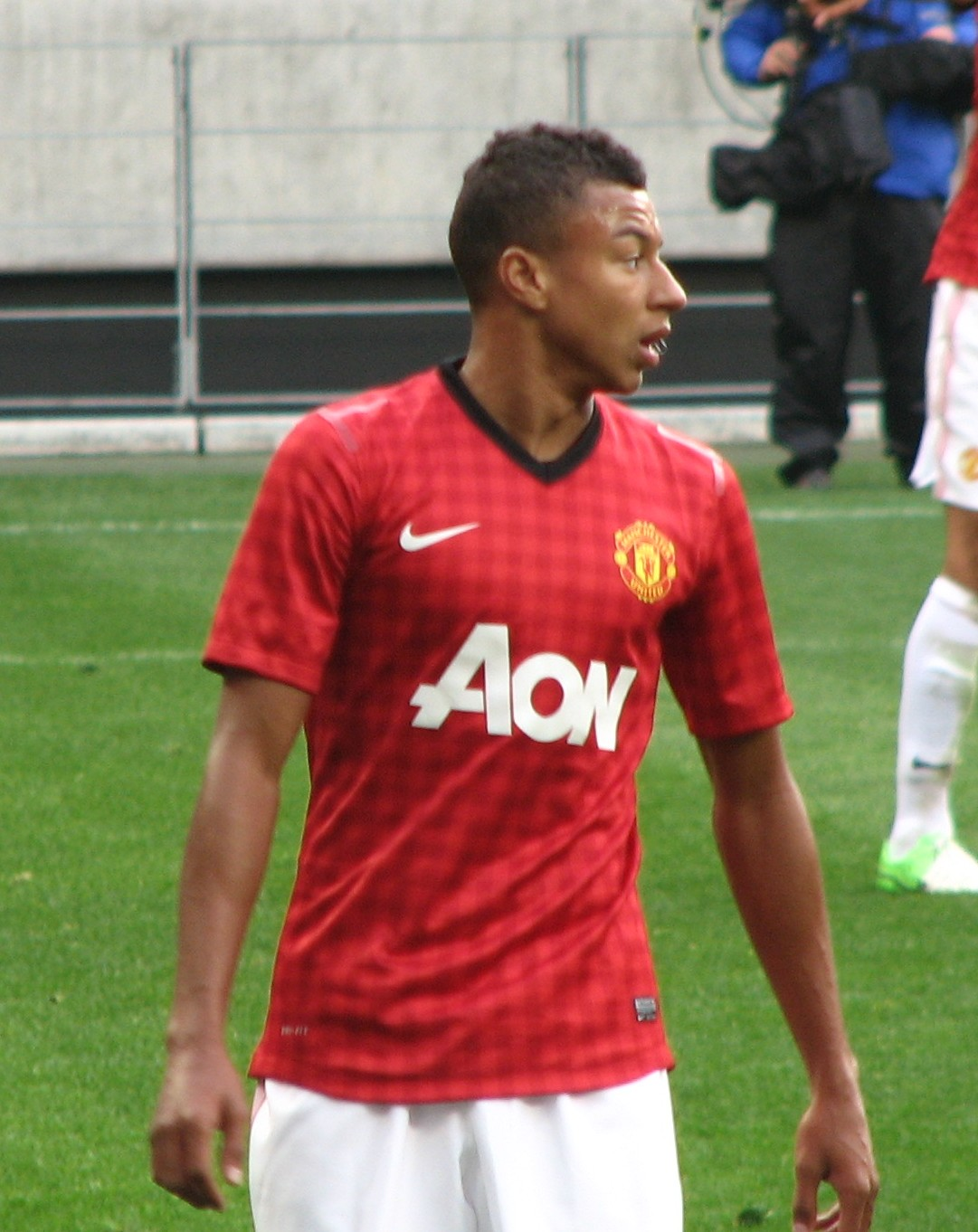
Лингард в 2012 году

6 ноября 2012 года Лингард и его одноклубник Майкл Кин перешли в клуб «Лестер Сити» на правах аренды. Лингард дебютировал за «Лестер» в тот же день, 6 ноября, выйдя на замену в матче против «Болтон Уондерерс».
2013/14

Летом 2013 года Лингард был включён в заявку команды на предсезонное турне «Манчестер Юнайтед». 20 июля забил два гола в матче против сборной «всех звёзд» Австралии. 23 июля он вновь забил гол в игре против «Иокогама Ф. Маринос», а 29 июля — в ворота «Китчи». Лингард стал лучшим бомбардиром команды в азиатском турне «Юнайтед», забив 4 мяча.
19 сентября 2013 года Лингард отправился в аренду в клуб Чемпионшипа «Бирмингем Сити». 21 сентября он дебютировал в составе «Бирмингема», выйдя в стартовом составе на матч против «Шеффилд Уэнсдей». В этой игре открыл счёт на 20-й минуте, а затем забил ещё три гола (на 29-й, 33-й и 51-й минутах). Матч завершился победой «Бирмингем Сити» со счётом 4:1. В январе 2014 года Лингард вернулся в «Манчестер Юнайтед», сыграв за «Бирмингем Сити» 13 матчей и забив 6 голов.
27 февраля 2014 года Лингард перешёл в клуб Чемпионшипа «Брайтон энд Хоув Альбион» на правах аренды. 8 апреля забил свой первый гол за клуб в матче против «Лестер Сити». Всего провёл за «Брайтон» 17 матчей и забил 4 мяча.
2014/15

Свой первый официальный матч за «Манчестер Юнайтед» провёл 16 августа 2014 года, выйдя в стартовом составе в первом туре Премьер-лиги против «Суонси Сити», однако уже на 24-й минуте был вынужден покинуть поле из-за травмы.
Восстановившись после травмы, 2 февраля 2015 года Лингард отправился в аренду в клуб «Дерби Каунти». Провёл 15 матчей и забил 2 гола, после чего вернулся в Манчестер.
2015/16

При Луи ван Гале молодой полузащитник постепенно стал привлекаться к матчам основного состава. 7 ноября 2015 года Лингард забил свой первый гол за «Манчестер Юнайтед» в рамках чемпионата в матче 12-го тура Премьер-лиги против клуба «Вест Бромвич Альбион». 12 января 2016 года сравнял счёт в матче с «Ньюкасл Юнайтед» на «Сент-Джеймс Парк», после передачи от Уэйна Руни пробив вратарю между ног. 21 мая 2016 года Лингард забил победный гол в ворота «Кристал Пэлас» в финале Кубка Англии.
2016/17

7 августа 2016 года Лингард забил гол после сольного прохода по центру в матче за Суперкубок Англии против «Лестер Сити». Игра завершилась победой «Юнайтед» со счётом 2:1. 26 февраля 2017 года забил важный гол в матче с «Саутгемптоном» в финале Кубка Футбольной лиги, в котором «Манчестер Юнайтед» одержал победу со счётом 3:2. 6 апреля 2017 года подписал новый контракт с «Манчестер Юнайтед» до 2021 года с возможностью автоматического продления ещё на один сезон.
2017/18

В сезоне 2017/18 Лингард сыграл 48 матчей во всех турнирах, забив 13 мячей.
2018/19

5 декабря забил свой первый гол в сезоне в матче с «Арсеналом». Через два тура забил второй мяч в матче с «Ливерпулем», где команда потерпела поражение.

### Аренда в «Вест Хэм Юнайтед»
29 января 2021 года отправился в аренду в «Вест Хэм Юнайтед» до конца сезона 2020/21. В своей дебютной игре за «молотобойцев» 3 февраля 2021 года сделал дубль в ворота «Астон Виллы». С февраля по май 2021 года провёл за «Вест Хэм Юнайтед» 16 матчей, забив 9 мячей (все — в Премьер-лиге).

### «Ноттингем Форест»
21 июля 2022 года подписал годовой контракт с клубом «Ноттингем Форест».

### «Сеул»
7 февраля 2024 года Джесси Лингард подписал двухлетний контракт с южнокорейским клубом «Сеул».

## Карьера в сборной
В 2008 году Лингард дебютировал за сборную Англии до 17 лет. В августе 2013 года получил свой первый вызов в сборную Англии до 21 года. Дебютировал в сборной 13 августа 2013 года в товарищеском матче против сборной Шотландии до 21 года, выйдя на замену Нейтану Редмонду. Англия одержала победу 6:0. 21 июня 2015 года Лингард отличился забитым мячом в матче против сборной Швеции на чемпионате Европы среди юношей до 21 года.
После того, как Майкл Каррик и Джейми Варди были вынуждены покинуть сборную из-за травм, Джесси Лингард и Райан Мейсон получили свой первый вызов в основную сборную Англии на товарищеский матч против сборной Франции 16 ноября 2015 года, однако в итоге Лингард на поле так и не появился. Был вызван в сборную на отборочные матчи чемпионата мира против Мальты и Словении в октябре 2016 года. 8 октября 2016 года он дебютировал в составе основной сборной Англии в игре против сборной Мальты.
Свой первый гол за сборную забил 23 марта 2018 года в товарищеском матче против сборной Нидерландов.
В мае 2018 года Гарет Саутгейт включил Лингарда в заявку сборной на чемпионат мира по футболу 2018 года в России. 24 июня Джесси забил свой первый гол в рамках чемпионатов мира в матче группового этапа против сборной Панамы.
Саутгейт принял решение не включать Лингарда в итоговую заявку сборной Англии на Евро-2020.

### Матчи за сборную
| Матчи и голы Джесси Лингарда за сборную Англии | Матчи и голы Джесси Лингарда за сборную Англии | Матчи и голы Джесси Лингарда за сборную Англии | Матчи и голы Джесси Лингарда за сборную Англии | Матчи и голы Джесси Лингарда за сборную Англии | Матчи и голы Джесси Лингарда за сборную Англии | Матчи и голы Джесси Лингарда за сборную Англии |
| №                                              | Дата                                           | Соперник                                       | Место проведения                               | Счёт                                           | Голы                                           | Соревнование                                   |
| ---------------------------------------------- | ---------------------------------------------- | ---------------------------------------------- | ---------------------------------------------- | ---------------------------------------------- | ---------------------------------------------- | ---------------------------------------------- |
| 1                                              | 8 октября 2016                                 | Мальта                                         | Уэмбли, Лондон                                 | 2:0                                            |                                                | Отборочные матчи ЧМ-2018                       |
| 2                                              | 11 октября 2016                                | Словения                                       | Стожице, Любляна                               | 0:0                                            |                                                | Отборочные матчи ЧМ-2018                       |
| 3                                              | 15 ноября 2016                                 | Испания                                        | Уэмбли, Лондон                                 | 2:2                                            |                                                | Товарищеский матч                              |
| 4                                              | 22 марта 2017                                  | Германия                                       | Сигнал Идуна Парк, Дортмунд                    | 0:1                                            |                                                | Товарищеский матч                              |
| 5                                              | 5 октября 2017                                 | Словения                                       | Уэмбли, Лондон                                 | 1:0                                            |                                                | Отборочные матчи ЧМ-2018                       |
| 6                                              | 8 октября 2017                                 | Литва                                          | ЛФФ, Вильнюс                                   | 1:0                                            |                                                | Отборочные матчи ЧМ-2018                       |
| 7                                              | 10 ноября 2017                                 | Германия                                       | Уэмбли, Лондон                                 | 0:0                                            |                                                | Товарищеский матч                              |
| 8                                              | 14 ноября 2017                                 | Бразилия                                       | Уэмбли, Лондон                                 | 0:0                                            |                                                | Товарищеский матч                              |
| 9                                              | 23 марта 2018                                  | Нидерланды                                     | Амстердам Арена, Амстердам                     | 1:0                                            | 59′                                            | Товарищеский матч                              |
| 10                                             | 27 марта 2018                                  | Италия                                         | Уэмбли, Лондон                                 | 1:1                                            |                                                | Товарищеский матч                              |
| 11                                             | 2 июня 2018                                    | Нигерия                                        | Уэмбли, Лондон                                 | 2:1                                            |                                                | Товарищеский матч                              |
| 12                                             | 7 июня 2018                                    | Коста-Рика                                     | Элланд Роуд, Лидс                              | 2:0                                            |                                                | Товарищеский матч                              |
| 13                                             | 18 июня 2018                                   | Тунис                                          | Волгоград Арена, Волгоград                     | 2:1                                            |                                                | Финальные матчи ЧМ-2018                        |
| 14                                             | 24 июня 2018                                   | Панама                                         | Стадион Нижний Новгород, Нижний Новгород       | 6:1                                            | 36′                                            | Финальные матчи ЧМ-2018                        |
| 15                                             | 3 июля 2018                                    | Колумбия                                       | Открытие Арена, Москва                         | 1:1                                            |                                                | Финальные матчи ЧМ-2018                        |
| 16                                             | 7 июля 2018                                    | Швеция                                         | Космос Арена, Самара                           | 2:0                                            |                                                | Финальные матчи ЧМ-2018                        |
| 17                                             | 11 июля 2018                                   | Хорватия                                       | Лужники, Москва                                | 1:2                                            |                                                | Финальные матчи ЧМ-2018                        |
| 18                                             | 14 июля 2018                                   | Бельгия                                        | Газпром Арена, Санкт-Петербург                 | 0:2                                            |                                                | Финальные матчи ЧМ-2018                        |
| 19                                             | 8 сентября 2018                                | Испания                                        | Уэмбли, Лондон                                 | 1:2                                            |                                                | Лига наций УЕФА 2018/2019                      |
| 20                                             | 11 сентября 2018                               | Швейцария                                      | Кинг Пауэр, Лестер                             | 1:0                                            |                                                | Товарищеский матч                              |
| 21                                             | 15 ноября 2018                                 | США                                            | Уэмбли, Лондон                                 | 3:0                                            | 25′                                            | Товарищеский матч                              |
| 22                                             | 18 ноября 2018                                 | Хорватия                                       | Уэмбли, Лондон                                 | 2:1                                            | 78′                                            | Лига наций УЕФА 2018/2019                      |
| 23                                             | 6 июня 2019                                    | Нидерланды                                     | Афонсу Энрикиш, Гимарайнш                      | 1:3                                            |                                                | Лига наций УЕФА 2018/2019                      |
| 24                                             | 9 июня 2019                                    | Швейцария                                      | Афонсу Энрикиш, Гимарайнш                      | 0:0                                            |                                                | Лига наций УЕФА 2018/2019                      |

Итого: 24 матча / 4 гола; 12 побед, 6 ничьих, 6 поражений.

## Достижения
Резервисты «Манчестер Юнайтед»
- Обладатель Молодёжного кубка Англии: 2010/2011

«Манчестер Юнайтед»
- Обладатель Кубка Англии: 2015/16
- Обладатель Кубка Футбольной лиги: 2016/17
- Обладатель Суперкубка Англии: 2016
- Победитель Лиги Европы: 2016/17

Итого: 4 трофея

## Статистика выступлений
| Клуб                              | Сезон            | Лига | Лига | Кубок Англии | Кубок Англии | Кубок лиги | Кубок лиги | Турниры УЕФА | Турниры УЕФА | Прочие | Прочие | Итого | Итого |
| Клуб                              | Сезон            | Игры | Голы | Игры         | Голы         | Игры       | Голы       | Игры         | Голы         | Игры   | Голы   | Игры  | Голы  |
| --------------------------------- | ---------------- | ---- | ---- | ------------ | ------------ | ---------- | ---------- | ------------ | ------------ | ------ | ------ | ----- | ----- |
| Лестер Сити (аренда)              | 2012/13          | 5    | 0    | 0            | 0            | 0          | 0          | 0            | 0            | 0      | 0      | 5     | 0     |
| Лестер Сити (аренда)              | Итого            | 5    | 0    | 0            | 0            | 0          | 0          | 0            | 0            | 0      | 0      | 5     | 0     |
| Бирмингем Сити (аренда)           | 2013/14          | 13   | 6    | 0            | 0            | 0          | 0          | 0            | 0            | 0      | 0      | 13    | 6     |
| Бирмингем Сити (аренда)           | Итого            | 13   | 6    | 0            | 0            | 0          | 0          | 0            | 0            | 0      | 0      | 13    | 6     |
| Брайтон энд Хоув Альбион (аренда) | 2013/14          | 15   | 3    | 0            | 0            | 0          | 0          | 0            | 0            | 2      | 1      | 17    | 4     |
| Брайтон энд Хоув Альбион (аренда) | Итого            | 15   | 3    | 0            | 0            | 0          | 0          | 0            | 0            | 2      | 1      | 17    | 4     |
| Дерби Каунти (аренда)             | 2014/15          | 14   | 2    | 1            | 0            | 0          | 0          | 0            | 0            | 0      | 0      | 15    | 2     |
| Дерби Каунти (аренда)             | Итого            | 14   | 2    | 1            | 0            | 0          | 0          | 0            | 0            | 0      | 0      | 15    | 2     |
| Манчестер Юнайтед                 | 2014/15          | 1    | 0    | 0            | 0            | 0          | 0          | 0            | 0            | 0      | 0      | 1     | 0     |
| Манчестер Юнайтед                 | 2015/16          | 25   | 4    | 7            | 2            | 1          | 0          | 7            | 0            | 0      | 0      | 40    | 6     |
| Манчестер Юнайтед                 | 2016/17          | 25   | 1    | 2            | 0            | 4          | 1          | 10           | 2            | 1      | 1      | 42    | 5     |
| Манчестер Юнайтед                 | 2017/18          | 33   | 8    | 6            | 2            | 2          | 3          | 6            | 0            | 1      | 0      | 48    | 13    |
| Манчестер Юнайтед                 | 2018/19          | 27   | 4    | 2            | 1            | 1          | 0          | 6            | 0            | 0      | 0      | 36    | 5     |
| Манчестер Юнайтед                 | 2019/20          | 22   | 1    | 4            | 1            | 5          | 0          | 9            | 2            | 0      | 0      | 40    | 4     |
| Манчестер Юнайтед                 | 2020/21          | 0    | 0    | 1            | 0            | 2          | 0          | 0            | 0            | 0      | 0      | 3     | 0     |
| Манчестер Юнайтед                 | 2021/22          | 16   | 2    | 1            | 0            | 1          | 0          | 4            | 0            | 0      | 0      | 22    | 2     |
| Манчестер Юнайтед                 | Итого            | 149  | 20   | 23           | 6            | 16         | 4          | 42           | 4            | 2      | 1      | 232   | 35    |
| Вест Хэм Юнайтед (аренда)         | 2020/21          | 16   | 9    | 0            | 0            | 0          | 0          | 0            | 0            | 0      | 0      | 16    | 9     |
| Вест Хэм Юнайтед (аренда)         | Итого            | 16   | 9    | 0            | 0            | 0          | 0          | 0            | 0            | 0      | 0      | 16    | 9     |
| Всего за карьеру                  | Всего за карьеру | 212  | 40   | 24           | 6            | 16         | 4          | 42           | 4            | 4      | 2      | 298   | 56    |

## Личная жизнь
В 2018 году Лингард объявил о запуске собственного бренда модной одежды JLINGS. Логотипом стал жест празднования гола Лингардом — две ладони с поднятыми вверх указательными пальцами.